# 300-й гвардейский парашютно-десантный полк
300-й гвардейский парашютно-десантный ордена Кутузова полк — тактическое формирование Воздушно-десантных войск СССР.

## История
28 июня 1943 года в г. Щёлково началось формирование 13-й воздушно-десантной бригады, которая и была преобразована в 300-й гвардейский стрелковый полк в составе 99-й гвардейской стрелковой дивизии, 37-го гвардейского стрелкового корпуса. Этот день принято считать Днём образования части.
В апреле 1949 года полк передислоцируется на Дальний Восток. Там он переименовывается из 300-го гвардейского стрелкового полка в 300-й гвардейский парашютно-десантный полк (станция Мучная). С осени 1950 года на Дальний Восток командовать 37-м гвардейским воздушно-десантным корпусом был назначен генерал-лейтенант В. Ф. Маргелов. В состав корпуса входили три гвардейские воздушно-десантные дивизии: 13-я, 98-я и 99-я. Весной 1956 года 99-я дивизия расформировывается. При этом 300-й гвардейский парашютно-десантный полк передаётся в состав 98-й гвардейской воздушно-десантной дивизии.
В 1969 году в связи с обострением обстановки в районе Ближнего Востока 98-я гвардейская воздушно-десантная дивизия была передислоцирована в город Болград Одесской области, а 300-й гвардейский парашютно-десантный полк — в Кишинёв Молдавской ССР.
По итогам боевой и политической подготовки за 1987 год и за 1989 год полк был признан лучшим полком ВДВ.
С 15 мая по 4 октября 1992 года полк находился на осадном положении в Кишинёве. Боевых действий не вёл. 
В  июле - августе 1992 года выведен из состава 98 Вдд и переименован в 300-й отдельный гвардейский парашютно-десантный полк.
В сентябре-октябре 1992 года 300-й гвардейский парашютно-десантный полк передислоцирован в город Абакан (Сибирский военный округ). При разделе полка в Молдавии осталась половина штатной техники и часть личного состава, которая была представлена местными уроженцами. В 1996 году переформирован в 100-ю отдельную гвардейскую воздушно-десантную бригаду (Сибирский военный округ).
В 1998 году бригада расформирована и преобразована в базу хранения военной техники.
Девиз полка: «Долг, Честь, Отечество».

## Боевой путь
В начале июня 1944 года полк был направлен на Карельский фронт для участия в Свирско-Петрозаводской операции. Первым из полков 99-й стрелковой дивизии форсировал реку Свирь. Впоследствии участвовал в боях в Венгрии, в Австрии и в Чехословакии.
В сентябре-декабре 1988 года накалилась обстановка в Армении. Полк скоординировано с другими частями дивизии приступил к выполнению поставленных командованием задач. В результате были прекращены межнациональные столкновения, арестован комитет «Карабах». Очень сложное положение сложилось в аэропорту Еревана — Звартноце. Группы молодёжи потрошили прибывающие самолёты. Гуманитарная помощь пострадавшим от землетрясения 7 декабря разворовывалась. Для предотвращения хаоса и организации спасательных работ подразделения полка взяли под контроль аэропорт Звартноц и основные дороги, ведущие в районы бедствия.

## Награды и почётные звания
- 26 апреля 1945 года —  Орден Кутузова степени III — награжден указом Президиума Верховного Совета СССР от 26 апреля 1945 года за образцовое выполнение заданий командования в боях с немецкими захватчиками при овладении городами Сомбатель, Капувар, Кесег и проявленные при этом доблесть и мужество.

## Герои полка
| Награда | Ф. И. О.                      | Должность                                                                 | Звание                  | Дата награждения | Примечания                                                                |
| ------- | ----------------------------- | ------------------------------------------------------------------------- | ----------------------- | ---------------- | ------------------------------------------------------------------------- |
|         | Барышев, Аркадий Фёдорович    | Пулемётчик разведывательного взвода 300-го гвардейского стрелкового полка | гвардии красноармеец    | 21.07.1944       | принимал участие в известной операции с переправой через Свирь с чучелами |
|         | Бекбосунов, Серикказы         | стрелок 300-го гвардейского стрелкового полка                             | гвардии красноармеец    | 21.07.1944       | принимал участие в известной операции с переправой через Свирь с чучелами |
|         | Зажигин, Иван Степанович      | командир пулемётного отделения 300-го гвардейского стрелкового полка      | гвардии старший сержант | 21.07.1944       | принимал участие в известной операции с переправой через Свирь с чучелами |
|         | Малышев, Виктор Александрович | Командир пулемётного отделения 300-го гвардейского стрелкового полка      | гвардии сержант         | 21.07.1944       | принимал участие в известной операции с переправой через Свирь с чучелами |
|         | Маркелов, Владимир Андреевич  | стрелок 300-го гвардейского стрелкового полка                             | гвардии красноармеец    | 21.07.1944       | принимал участие в известной операции с переправой через Свирь с чучелами |
|         | Мытарев, Иван Петрович        | стрелок 300-го гвардейского стрелкового полка                             | гвардии красноармеец    | 21.07.1944       | принимал участие в известной операции с переправой через Свирь с чучелами |
|         | Немчиков, Владимир Иванович   | командир отделения 300-го гвардейского стрелкового полка                  | гвардии старший сержант | 21.07.1944       | принимал участие в известной операции с переправой через Свирь с чучелами |
|         | Павлов, Пётр Павлович         | помощник наводчика орудия 300-го гвардейского стрелкового полка           | гвардии красноармеец    | 21.07.1944       | принимал участие в известной операции с переправой через Свирь с чучелами |
|         | Паньков, Иван Кириллович      | снайпер 300-го гвардейского стрелкового полка                             | гвардии сержант         | 21.07.1944       | принимал участие в известной операции с переправой через Свирь с чучелами |
|         | Попов, Михаил Романович       | стрелок 300-го гвардейского стрелкового полка                             | гвардии красноармеец    | 21.07.1944       | принимал участие в известной операции с переправой через Свирь с чучелами |
|         | Тихонов, Михаил Иванович      | стрелок 300-го гвардейского стрелкового полка                             | гвардии красноармеец    | 21.07.1944       | принимал участие в известной операции с переправой через Свирь с чучелами |
|         | Юносов, Борис Николаевич      | стрелок-разведчик 300-го гвардейского стрелкового полка                   | гвардии красноармеец    | 21.07.1944       | принимал участие в известной операции с переправой через Свирь с чучелами |

## Командиры полка
- гвардии полковник Гончаренко (1979—1981)
- гвардии подполковкик Етобаев Салдомай Васильевич (1981-1983)
- гвардии подполковник Николай Викторович Стаськов (1983—1985)
- гвардии подполковник Востротин Валерий Александрович (1985—1986)
- гвардии полковник Колмаков Александр Петрович (1986—1989)
- гвардии полковник Беспалов Александр Николаевич (1989—1991)
- гвардии полковник Лебедь Алексей Иванович (1991—1995)
- гвардии полковник Пугачёв (1995—1998)

## Память
- 8 мая 1967 года в СШ № 31 Ульяновск основан Музей Героев Свири[1].Памятный знак «Воинам-десантникам, участникам боёв на р. Свирь в 1944 г. посвящается...» (Ульяновск).

Памятный знак «Воинам-десантникам, участникам боёв на р. Свирь в 1944 г. посвящается...» (Ульяновск).

- В 1975 году по инициативе актива школьного музея школы № 31 города Ульяновска улица, на которой располагается школа, получила название Героев Свири[2].
- В 1999 году школе № 31 было присвоено имя Героев Свири[2].
- В 2010 году на улице Героев Свири установлен Мемориальный камень, в честь воинов–десантников, участников боёв на реке Свирь[2].